# Gustavo Díaz
Gustavo Díaz Domínguez (Montevideo, 7 novembre 1974) è un allenatore di calcio ed ex calciatore uruguaiano, di ruolo difensore.